# A meditáció szakaszai
Az A meditáció szakaszai (eredeti cím: Stages of Meditation) című könyvben a 14. dalai láma (Tendzin Gyaco) gyakorlati szemmel magyarázza el a buddhista meditáció lényegét. A főleg a nyugati gyakorlók számára készült könyv a dalai láma egyik 1989-ben készült előadásából készült. Az összeállított könyvben a tibeti buddhista láma a 9. századi indiai tudós, Kamalasíla Bhávanákrama (magyarul: A meditáció szakaszai) című művének középső részét használja segítségül és ahhoz fűz terjedelmes kommentárt. Az eredeti mű angol nyelvű fordítása is szerepel a könyvben. Mivel Kamalasílának ez a műve a dalai láma egyik saját kedvence, ezért gyakran tart róla előadást a világ minden táján. Ahogy ő fogalmaz: „Ez a szöveg olyan mint egy kulcs, amely kinyitja az ajtót minden más fő buddhista szöveg felé”. A könyv témái között szerepel a tudat természete, az együttérzés és a szerető-kedvesség kifejlesztésének módja, a nyugodtan megmaradó bölcsesség és a különleges belátás.

## Tartalma
A meditáció szakaszai-ban szereplő Bhávanákrama megírásával az volt a célja Kamalasílának, hogy kijavítsa az akkor a tibeti buddhizmusban található kínai félreértelmezéseket. Kamalasíla rövid műve ma nem számít közismertnek, azonban a dalai láma szerint ez egy rendkívül fontos szöveg, amelyet a buddhizmus iránt érdeklődők számára is értékes lehet, ugyanis az ismeretével sokkal könnyebben lehet megérteni más buddhista tanításokat.
A könyvben többször kiemeli a szerző a szövegek logikus értelmezésének és elemzésének fontosságát, még akkor is ha azok Buddha saját szavai. Egyes szövegeket nem szó szerint kell érteni, hanem további értelmezésre szorulnak. Ebben a könyvben az a szándéka, hogy szövegmagyarázattal szolgáljon a gyakorolók számára. Tíz rövid fejezetében alapvető fontosságú buddhista tanítások szerepelnek: a tudat edzése, együttérzés, a szenvedés természetének beazonosítása, a nyugalomban megmaradás gyakorlata, stb.

## Magyarul
- A meditáció szakaszai; ford. Cziczelszky Judit; Édesvíz, Bp., 2012